# Ammoniakalun
Ammoniakalun, NH4Al(SO4)2⋅12(H2O) är ett kemiskt ämne som liknar vanlig alun och har samma användningdområden.
Ammoniakalun framställes genom att ammoniumsulfat sättes till en lösning av aluminiumsulfat.

## Källa
1. ↑  Per Teodor Cleve: Kemiskt hand-lexikon, sida 15, Stockholm 1890, Hugo Gebers förlag